# Zimoslavni darovi
Zimoslavni darovi je kratka znanstveno fantastična priča koju je napisala Lois McMaster Bujold, a logički prethodi Građanskoj dužnosti.
Zanimljiva je činjenica kako je ova priča bila ranije izdana u Hrvatskoj i Rusiji nego u Engleskoj i drugdje. U Hrvatskoj je tako ova knjiga izdana 2002. u nakladi Algoritma, dok je u Engleskoj objavljena u veljači 2004. kao dio antologije Neodoljive sile (Catherine Asaro, urednik).

## Radnja priče
Priča se odnosi na vjenčanje Milesa i Ekaterine ali s perspektive Milesovog oružnika, Roica. On je tek pristigao iz provincije na novu dužnost u Vorbarr Sultanu i zapravo se tek navikava na međugalaktičko okruženje. U priču je uključen Taurin prvi posjet Barrayaru. Genetski stvorena da bude zastrašujući vojnik i suočena s činjenicom kako joj je životni vijek drastično kraći od bilo kojeg prosječnog čovjeka, nezgrapno se pokušava uklopiti u sredinu koja se boji svih „mutića“. Pomoć gospe Alys Vorpatril bila je više nego dobrodošla da se otkrije prava ženstvenost ispod te zastrašujuće vanjštine. Njezin odnos s Roicom ima više razina, a najsmješniji su njegovi nevješti pokušaji da se zbliži s njom. Kao Barrayarac usađen mu je prilično crno-bijeli pogled po pitanju svih galaktičkih dostignuća i općenito izražava gađenje prema svemu umjetno stvorenom (nenamjerno je uvrijedio Tauru), s druge strane Taura ga neodoljivo provlači.
Iako je čitava priča jednostavna i vrti se oko svakodnevne teme vjenčanja, radnja će se zakomplicirati kada Taura zahvaljujući svojim sposobnostima uspije razotkriti pokušaj ubojstva Ekaterine, što je posredno bio i napad na Milesa. Skupa ogrlica bila je premazana jakim otrovom koji počinje djelovati već u samom kontaktu s ljudskom kožom, a Ekaterina je već počela pokazivat prve simptome trovanja. Taura i Roic uspijevaju zajedno pokvariti podli plan i vjenčanje se održava prema planu (uz pokoju manju Ivanovu psinu).